# Alnön
Alnön je ostrov v Botnickém zálivu. Leží nedaleko města Sundsvall v provincii Västernorrland. Je 15 km dlouhý a 6 km široký a s rozlohou 67,79 km² je třináctým největším ostrovem ve Švédsku. Ostrov má 8 417 obyvatel (rok 2010). Největším sídlem je Vi na západním pobřeží.
Od pevniny ostrov odděluje úžina Alnösundet, přes který vede most Alnöbron, postavený v roce 1964. Měří 1042 m a do roku 1972 byl nejdelším švédským mostem. Na ostrově se nacházejí mohyly z vikingských dob, v severní části stojí kostel ze 12. století.
Ostrov býval proslulý dřevařstvím a rybolovem, v současnosti slouží především jako rekreační oblast. Nachází se zde ptačí rezervace Stornäset.